# 路易一世·德·波旁-孔代

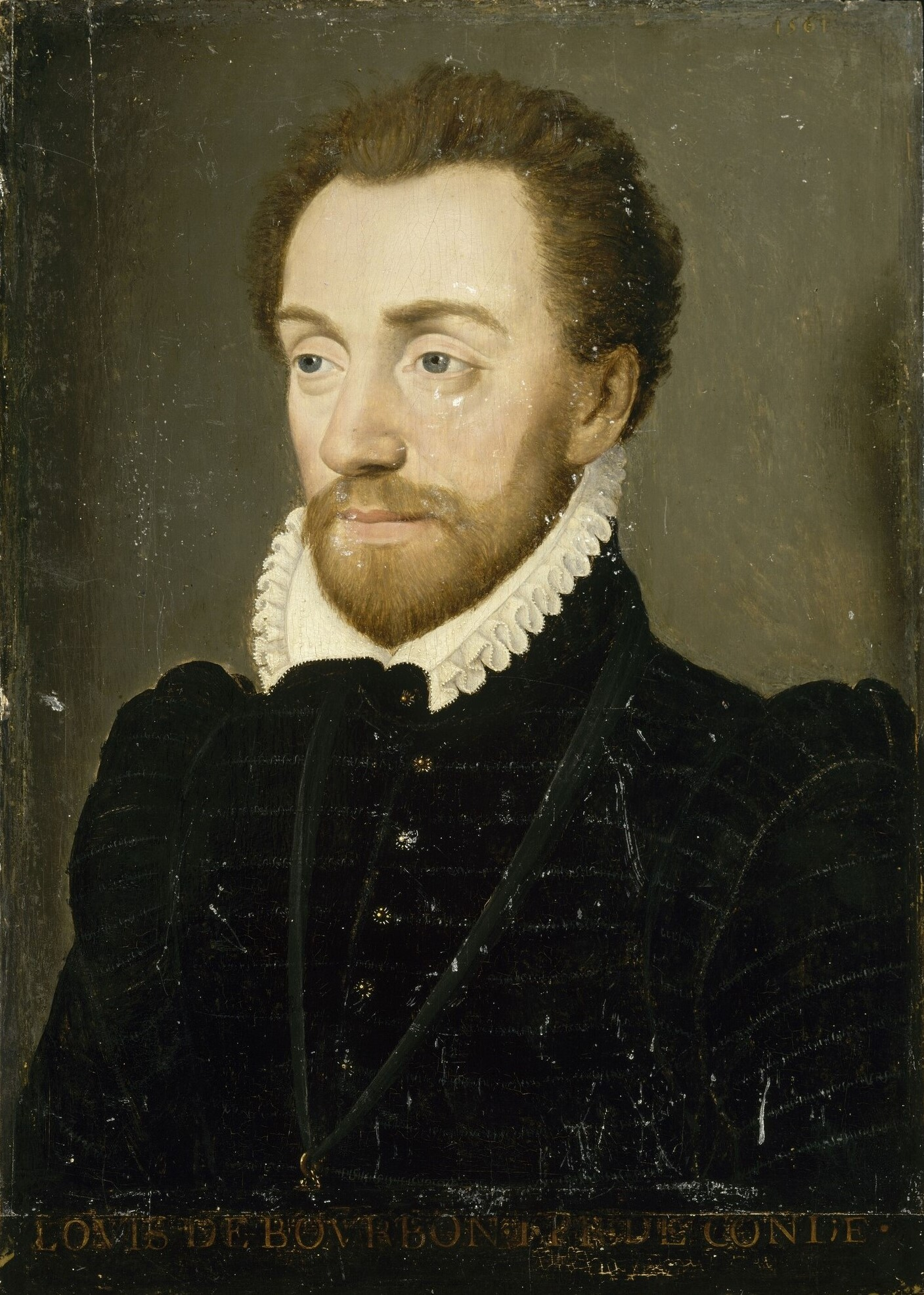
路易一世·德·波旁

路易一世·德·波旁，孔代亲王，昂基安公爵（1530年6月7日—1569年3月13日），法国军人和政治家，孔代家族的始祖。

## 生平
路易一世是旺多姆公爵夏尔四世·德·波旁之子，旺多姆公爵安托万·德·波旁與紅衣主教查理·波旁的弟弟，波旁王朝创建者亨利四世的叔叔，出生于旺多姆。从血缘上看，他属于波旁家族的旁支，他是家族中第一個被稱為「親王閣下」的人，他的后代因此都被波旁王朝封为亲王。
路易一世·德·波旁在很早就以指挥战斗闻名，并且参加了1557年反对西班牙国王腓力二世入侵的圣康坦战役，但此役法軍慘敗，路易本人也被西軍俘虜，直到1559年法西和約才被釋放。
在法国宗教战争时期，路易一世是胡格诺派的代表人物和主要军事指挥官。1559年起他领导胡格诺派进行反对天主教徒压迫的军事行动。他是1560年昂布瓦斯陰謀的靈魂人物，在这次事件中，胡格诺教徒错误地估计了自己的实力，他们企图推翻在法国宫廷中居统治地位的吉斯家族及其傀儡国王弗朗索瓦二世，结果遭到无情镇压。
在1562年宗教战争全面爆发之后，路易一世·德·波旁作为胡格诺派主要的依靠力量参加了多次著名战役，包括1562年的德勒战役，他在这次战役中被俘。1563年昂布瓦茲和約簽訂後，孔代又被釋放，並在1567年再次開戰，還企圖在蒙索城堡劫持法王查理九世、逮捕敵對的吉斯主教─洛林的樞機（但計畫失敗）；聖但尼戰役戰敗後，孔代在1568年的隆瑞莫和約簽字。
1569年的雅納克戰役他遭到襲擊而再次大敗。儘管當天晚上因從馬背摔下而受傷，但他仍奮勇衝入天主教軍。一開始他將交手的敵軍一一打倒，但不久他被對方的大批騎兵包圍並跌下馬來，此時他那支衝鋒的小部隊已戰死三分之二。這時孔代因傷勢與體力耗盡已無法站起，正準備向一個天主教騎士投降時（以臥姿奉上其佩劍），卻被安茹公爵亨利（即後來的法王亨利三世）的衛隊長孟德斯鳩認出，他朝孔代的頭部開槍，當場擊斃了親王。其后代形成一个庞大的孔代家族。

## 后代
- 亨利一世（1552年—1588年），孔代亲王
- 弗朗索瓦·德·波旁（1558年—1614年），孔蒂亲王
- 夏尔·德·波旁（1566年—1612年），苏瓦松伯爵